# بيل هيوز
بيل هيوز هو لاعب هوكي الجليد كندي، ولد في 7 نوفمبر 1947 في كيركلاند ليك في كندا.

## وصلات خارجية
- بيل هيوز على موقع EliteProspects.com (الإنجليزية)
- بيل هيوز على موقع HockeyDB.com (الإنجليزية)
- بيل هيوز على موقع Hockey-Reference.com (الإنجليزية)